# Mary (singel)
Mary – ballada pop rockowa amerykańskiej grupy Scissor Sisters, wydana jako czwarty singel z ich debiutanckiego albumu Scissor Sisters. Utwór został wydany w Wielkiej Brytanii w październiku 2004 roku i dotarł do #14 miejsca UK Singles Chart. Tytułowa „Mary” to Mary Hanlon, przyjaciółka Jake’a Shersa, która zmarła w 2006 roku.

## Lista utworów
12" Płyta z grafiką [picture disc] (9868280)
1. „Mary” – 4:41
2. „Laura” (City Hi-Fi remix) – 4:24

12" (9868281)
1. „Mary” – 4:41
2. „Mary” (Junkie XL mix)

CD (9868282)
1. „Mary” – 4:41
2. „Mary” (Junkie XL radio edit) – 3:55
3. „Take Me Out” (Jo Whiley Session) – 4:32

## Oficjalne remiksy
1. „Mary” (a cappella)
2. „Mary” (Junkie XL remix)
3. „Mary” (Junkie XL edit)
4. „Mary” (Junkie XL radio edit)
5. „Mary” (Mylo remix)

## Notowania
| Lista (2004)        | Najwyższa pozycja |
| ------------------- | ----------------- |
| Irish Singles Chart | 32                |
| UK Singles Chart    | 14                |